# كريستوفر روبنز
كريستوفر روبنز (بالإنجليزية: Christopher Robbins)‏ (19 نوفمبر 1946، برستل في المملكة المتحدة - 24 ديسمبر 2012، لندن في المملكة المتحدة)؛ صحفي، فنان وروائي أمريكي.

## روابط خارجية
- كريستوفر روبنز على موقع IMDb (الإنجليزية)